# 韦德里讷圣卢
韦德里讷圣卢（法語：Védrines-Saint-Loup，法語發音：[vedʁin sɛ̃ lu]）是法国康塔尔省的一个市镇，属于圣弗卢尔区。

## 地理
韦德里讷圣卢（45°4'11"N, 3°16'54"E）面积27.56 平方千米，位于法国奥弗涅-罗讷-阿尔卑斯大区康塔爾省，该省份为法国中南部省份，位于法國中央高原中心，北起科雷兹省、上盧瓦爾省和多姆山省，西接洛特省和科雷兹省，南至阿韦龙省和洛特省，东临上盧瓦爾省和洛泽尔省。
与韦德里讷圣卢接壤的市镇（或旧市镇、城区）包括：克拉维耶尔、蒙尚、吕讷昂马尔热里德、苏拉日、瓦布尔、沙斯泰勒。

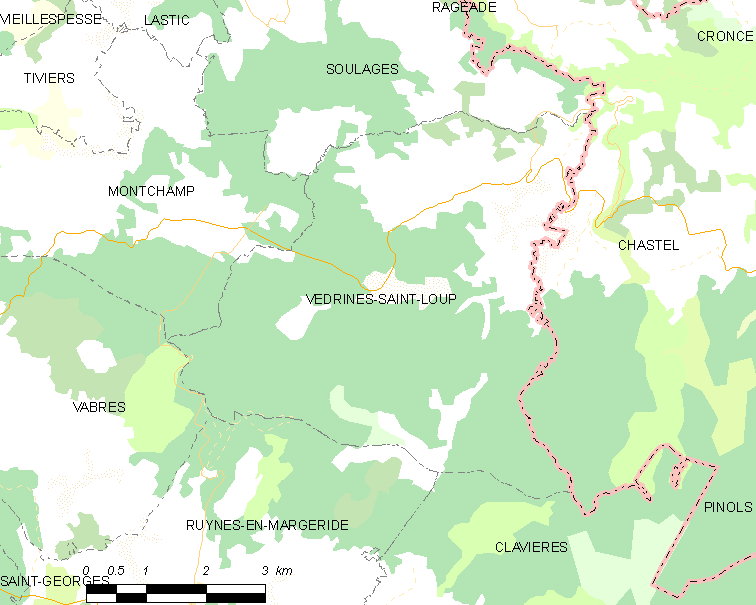
韦德里讷圣卢的OSM定位图

韦德里讷圣卢的时区为UTC+01:00、UTC+02:00（夏令时）。

## 行政
韦德里讷圣卢的邮政编码为15100，INSEE市镇编码为15251。

## 政治
韦德里讷圣卢所属的省级选区为特吕耶尔河畔讷韦格利斯县。

## 人口

1962-2008年间韦德里讷圣卢人口变化图示

韦德里讷圣卢于2022年1月1日时的人口数量为120人。